# Montoneros, una historia
Montoneros, una historia es una película de Argentina filmada en colores dirigida por Andrés Di Tella sobre su propio guion escrito en colaboración con Roberto Barandalla sobre una investigación de este último, que se estrenó comercialmente el 26 de noviembre de 1998 después de ser exhibido por el canal Telefe de televisión y en diversos ciclos culturales, así como comercializado en video.

## Sinopsis
Diversos testimonios sobre el movimiento armado montonero que actuó en Argentina en la década de 1970.

## Comentarios
Horacio Bernades en Página 12 escribió:

«Partiendo de la base de que la historia se construye como un heterogéneo conjunto de subjetividades, Di Tella… elige una de esas subjetividades, la de Ana, para contar, a través de ella y mediante un rompecabezas de voces e imágenes, la de Montoneros. …La historia de Montoneros que cuenta Ana (y, a su alrededor, un coro de voces que van desde la soberbia siniestra de Roberto Perdía hasta un viejo militante desencantado como Jorge Rulli) es básicamente la de un proyecto político que fue rápidamente copado por unos “demonios” (sic, Jorge Rulli) llamados Firmenich, Perdía, Galimberti. Encaminándose, a partir de allí hacia el militarismo, el mesianismo, la traición y la derrota. …Si el film de Di Tella fuera acaso .-declaradamente o no– una visión de conjunto, se desprendería de él algo demasiado parecido a aquella “teoría de los dos demonios”. Si se lo ve, en cambio, como lo que el propio film no niega ser -apenas una historia–, permite echar una luz dolorosa sobre la vida privada de un movimiento que comenzó representando el idealismo de una generación, y terminó conduciendo a esa generación a la muerte..»

Clarín dijo:

«…el contenido es decididamente apasionante…no es una historia sobre Montoneros, sino la historia de una montonera, que ingresa al movimiento muy joven (deslumbrada ella también), es capturada y salva milagrosamente la vida…Por ese personaje, Ana… y por su madre, pasa casi toda Montoneros, una historia. Hay otros testimonios… siendo el más conocido el del cabecilla montonero Perdía (no están ni Firmenich ni Galimberti, qué pena) y el más significativo y vital el del ex militante Jorge Rulli. Y a través de material de archivo aparecen… los personajes públicos, de esta historia tremenda….Juan Domingo Perón, Isabel Martínez, Videla..., hasta la periodista Sylvina Walger, dando un testimonio tan breve como contundente sobre una época devastadora en la que una muerte -la del sindicalista José Ignacio Rucci- podía ser bienvenida…Por momentos resulta propedéutica (el rescate de la publicidad de las galletitas Traviata) mientras pasa por alto datos clave, como que el objetivo de la tristemente célebre Triple A no fueron exclusivamente los montoneros, sino toda la izquierda; o la nunca aclarada fundación, por parte de la organización, de un partido político cuando ya todo estaba perdido.»